# Polla aristaria
Polla aristaria là một loài bướm đêm trong họ Geometridae.